# Huitième législature d'Andorre
La huitième législature d'Andorre s'est ouverte après les élections législatives de 2019.

## Gouvernement
- Gouvernement Espot Zamora I

## Liste des membres du Conseil général pour la législature

Composition du Conseil général après les élections de 2019
Parti social-démocrate: 7 sièges
Citoyens impliqués: 2 sièges
Libéraux d'Andorre: 4 sièges
Démocrates pour Andorre: 11 sièges
Troisième voie: 4 sièges

### Listes à la proportionnelle

#### ListeDémocrates
- Xavier Espot Zamora
- Roser Suñé Pascuet
- Nuria Rossell Jordana
- Carles Enseñat Reig
- Ester Molne Soldevila

#### ListeParti social-démocrate
- Pere López Agràs
- Susagna Vela Palomares
- Judith Salazar Alvarez
- Jordi Font Mariné
- Roger Padreny Carmona

#### ListeLibéraux d'Andorre
- Jordi Gallardo Fernàndez
- Ferran Joaquim Costa Marimon

#### ListeTroisième Voie
- Josep Pintat Forne
- Joan Carles Camp Areny

### Listes élues par paroisses

#### Canillo
Démocrates :
- Meritxell Palmitjavila Naudí
- Mònica Bonell Tuset

#### Encamp
Unis pour le progrès d'Encamp + Démocrates :
- Jordi Torres Falcó
- Maria Martisella Gonzalez

#### Ordino
Action communale d'Ordino + Démocrates
- Joan Martínez Benazet
- Alexandra Codina Tort

#### La Massana
Citoyens engagés :
- Carles Naudi d´Areny
- Raul Ferré Bonet

#### Andorre-la-Vieille
d'Acord (PSD + L' A) :
- Joaquim Miro Castillo
- Silvia Ferrer Ghiringhelli

#### Sant Julià de Lòria
Troisième voie : 
- Josep Majoral Obiols
- Carine Montaner Raynaud

#### Escaldes-Engordany
d'Acord (PSD + L' A) :
- Rosa Gili Casals
- Marc Magallón Font